# Зоопарк Хефей
Зоопарк Хефей (合肥 动物园 Hé-féi dòng-wù-yuán) — зоопарк в місті Хефей, столиці провінції Аньхой. Відкритий у 1997 році і розташований на горі Дашу (Dashu), приблизно за 10 кілометрів від центру міста. Займає площу 100 гектарів. Зараз тут утримуються близько 120 видів тварин, загальною кількістю більше двох тисяч.

## Події
- У середині червня 2006 у зоопарку Хефея народилися малі панди — двійнята. Мала панда, яку ще називають котячим ведмедем, відрізняється від великої забарвленням та розміром. Доросла особина ненабагато більша за звичайного домашнього кота. Колір тіла у малої панди рудий, але краї вух та мордочка майже білі, а біля очей плями у вигляді маски. За півтора місяця крихітні ведмежата набрали вагу до 645 грамів, після чого були переведені на штучне вигодовування.
- 28 липня 2009 одне тигреня та трьох левенят успішно віддали на вигодовування бездомній собаці, оскільки біологічні матері маленьких хижаків від них відмовилися. Прийомну матір поселили в зоопарку, можливо вона й надалі допомагатиме працівникам вирощувати малят.